# Râul Aluniș, Arieș
Râul Aluniș (în maghiară Mogyoróspatak), numit și Râul Moghioruș sau Pârâul Mic Sărat, este un afluent de stânga al râului Arieș.

## Descriere
Izvorăște dintr-o fântână de slatină (murătoare) în zona Băilor Sărate și se varsă în Arieș în zona sud-estică a orașului Turda, între cartierul Poștarât și cartierul Sf.Ion (fost cătun). Pârâul are o lungime totală (între izvor și vărsarea în Arieș) de cca 2 km. Apele sale sunt sărate. Pe porțiunea mediană străbate un defileu. De-a lungul părâului există câteva fântâni de slatină, cu saramură concentrată.

## Galerie de imagini
- Izvorul sărat al
  Pârâului Aluniș
  (Pârâul Moghioruș,
  Pârâul Mic Sărat)
(„murătoare”[2])

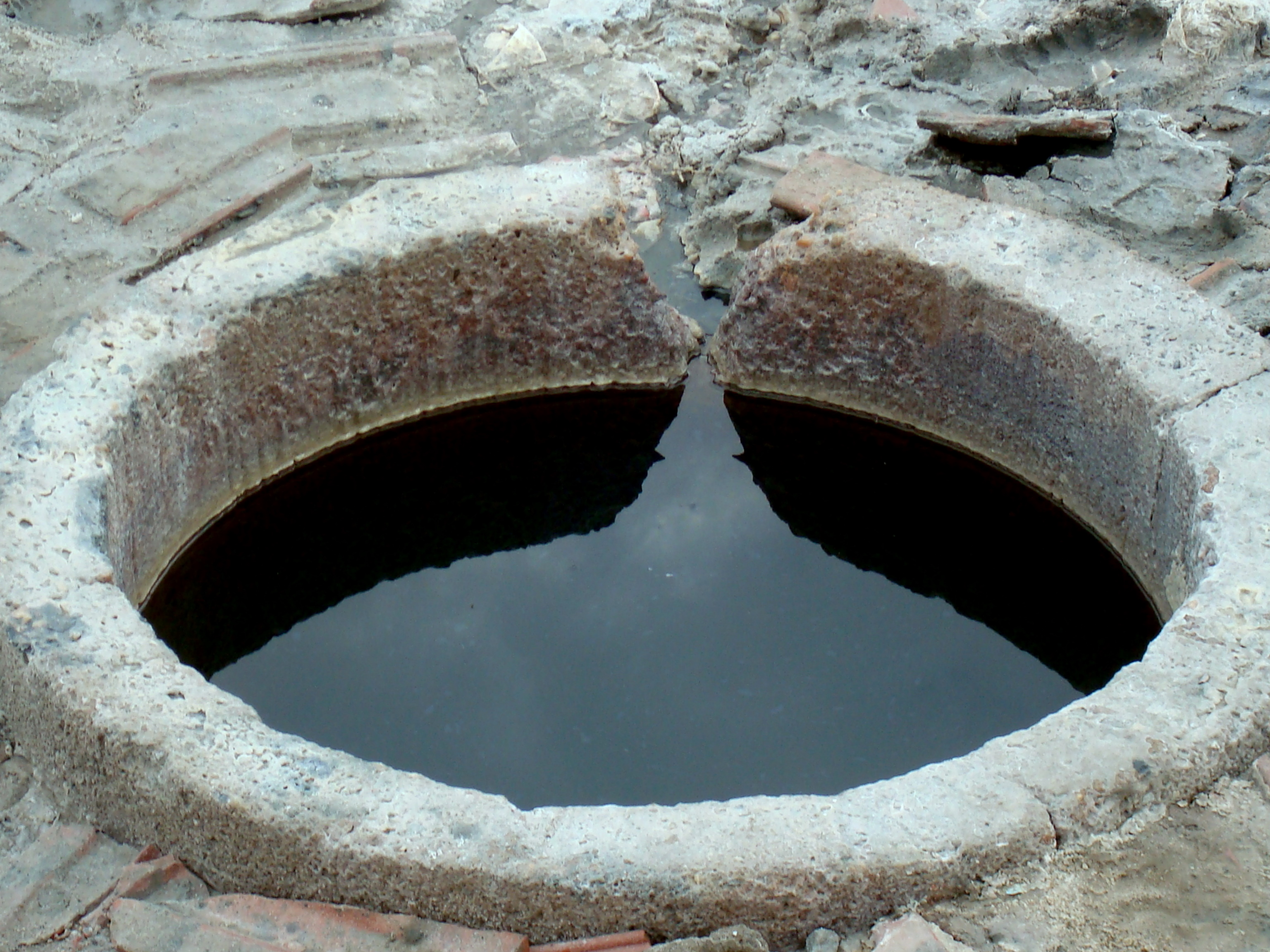
Pârâul Aluniș (Pârâul Mic Sărat) în zona Băilor Sărate
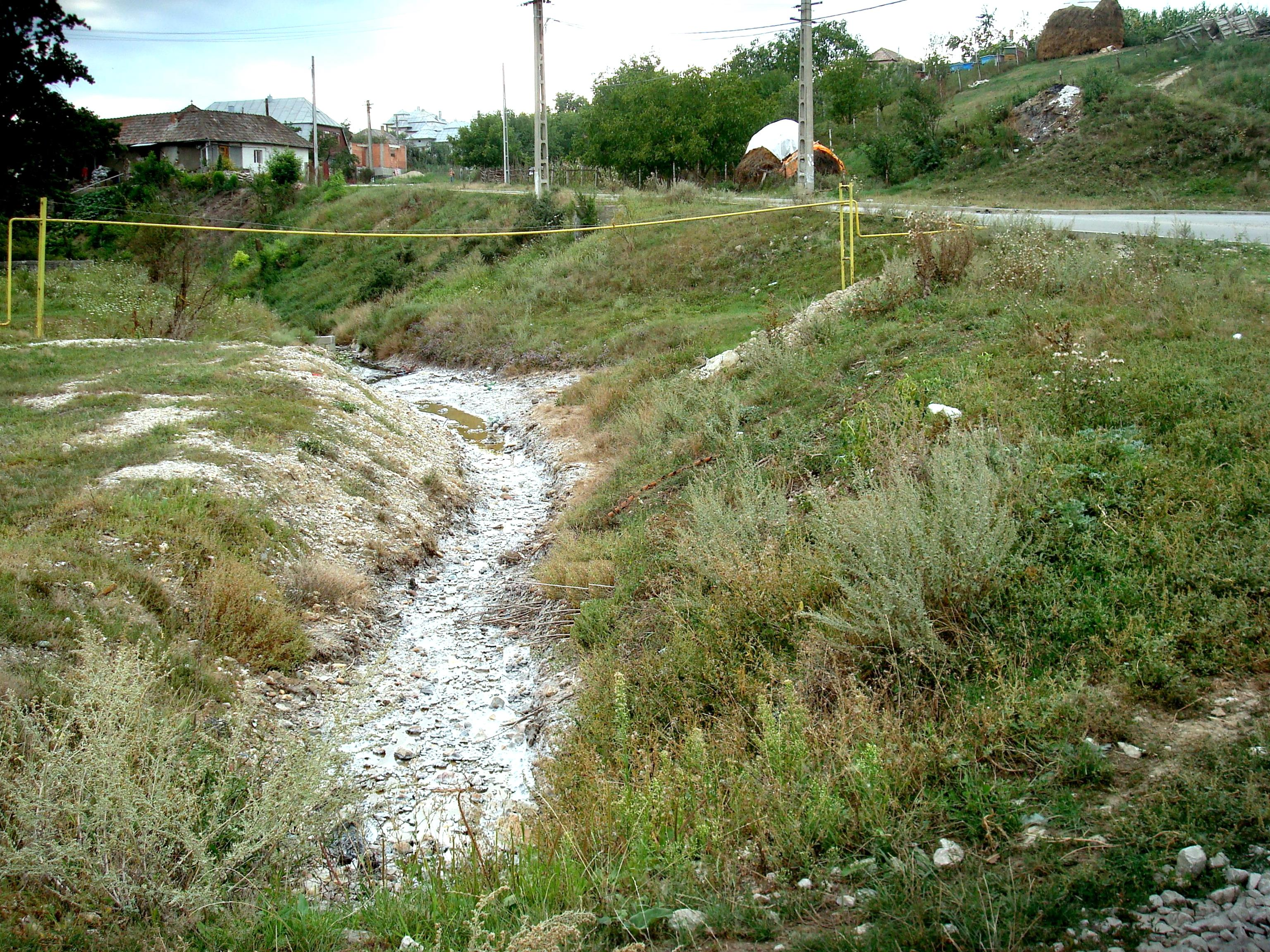
Pârâul Aluniș (Pârâul Mic Sărat) în zona Băilor Sărate
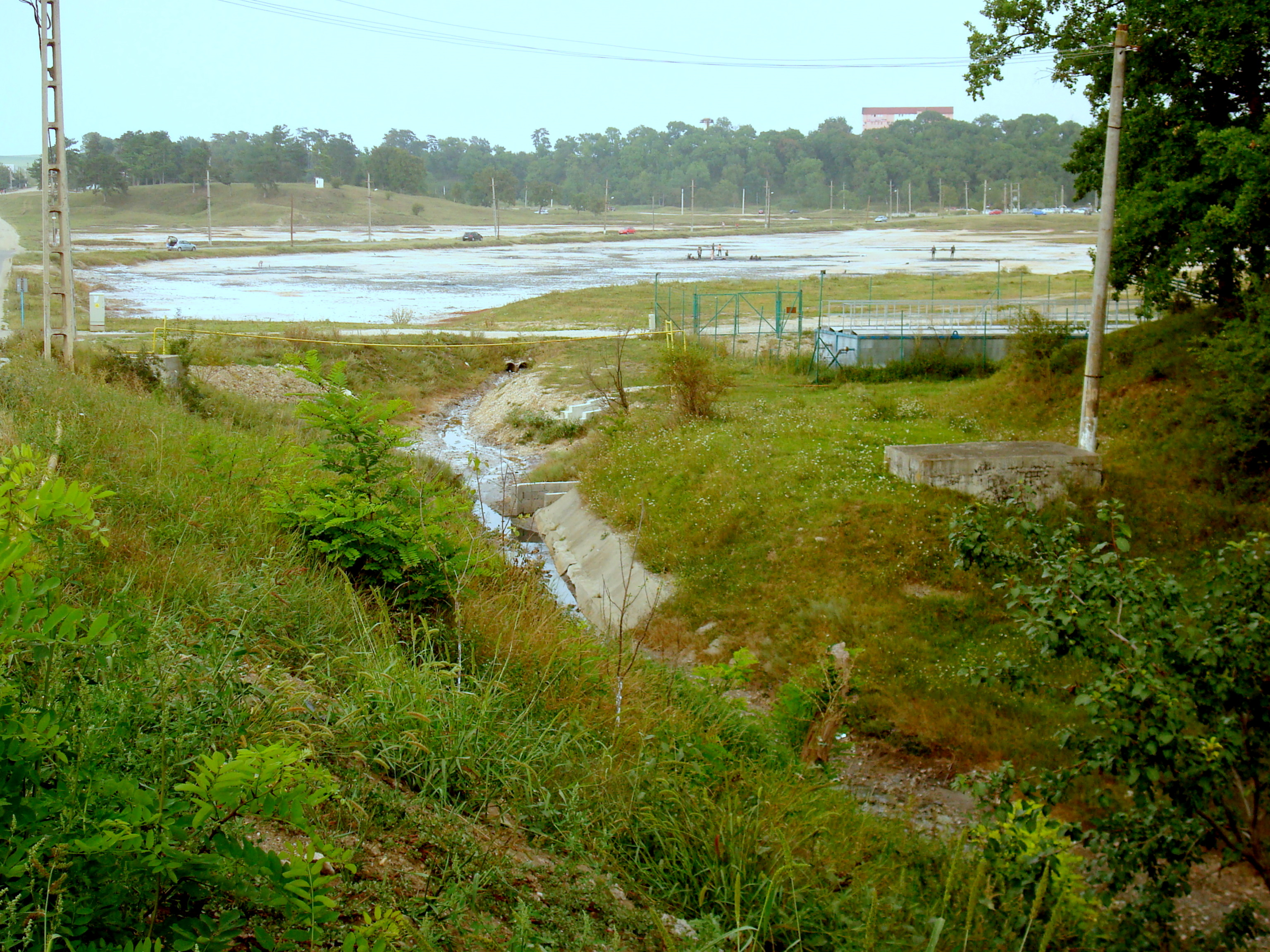
Pârâul Aluniș (Pârâul Mic Sărat) în zona defileului
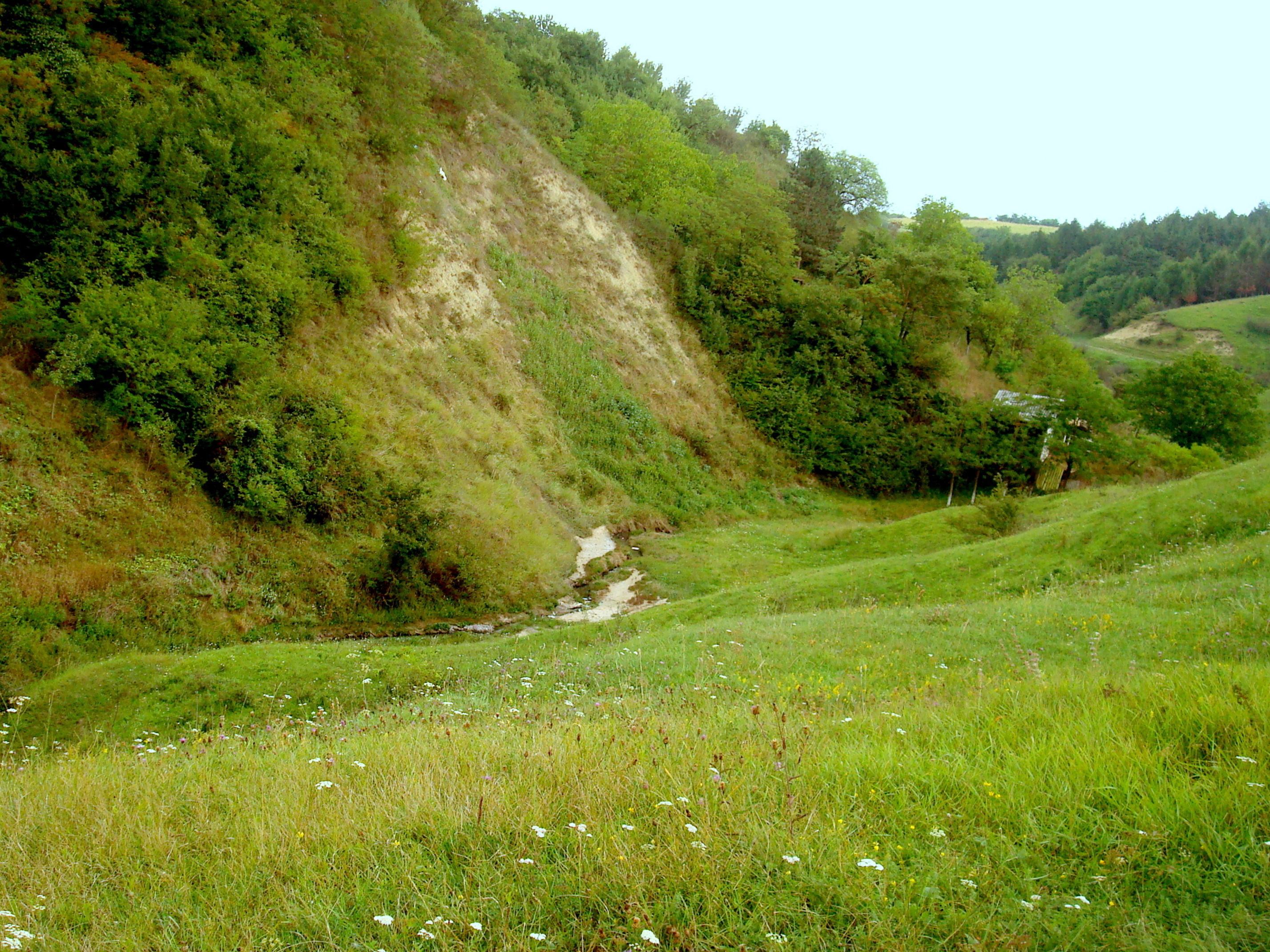
Pârâul Aluniș (Pârâul Mic Sărat) în zona defileului
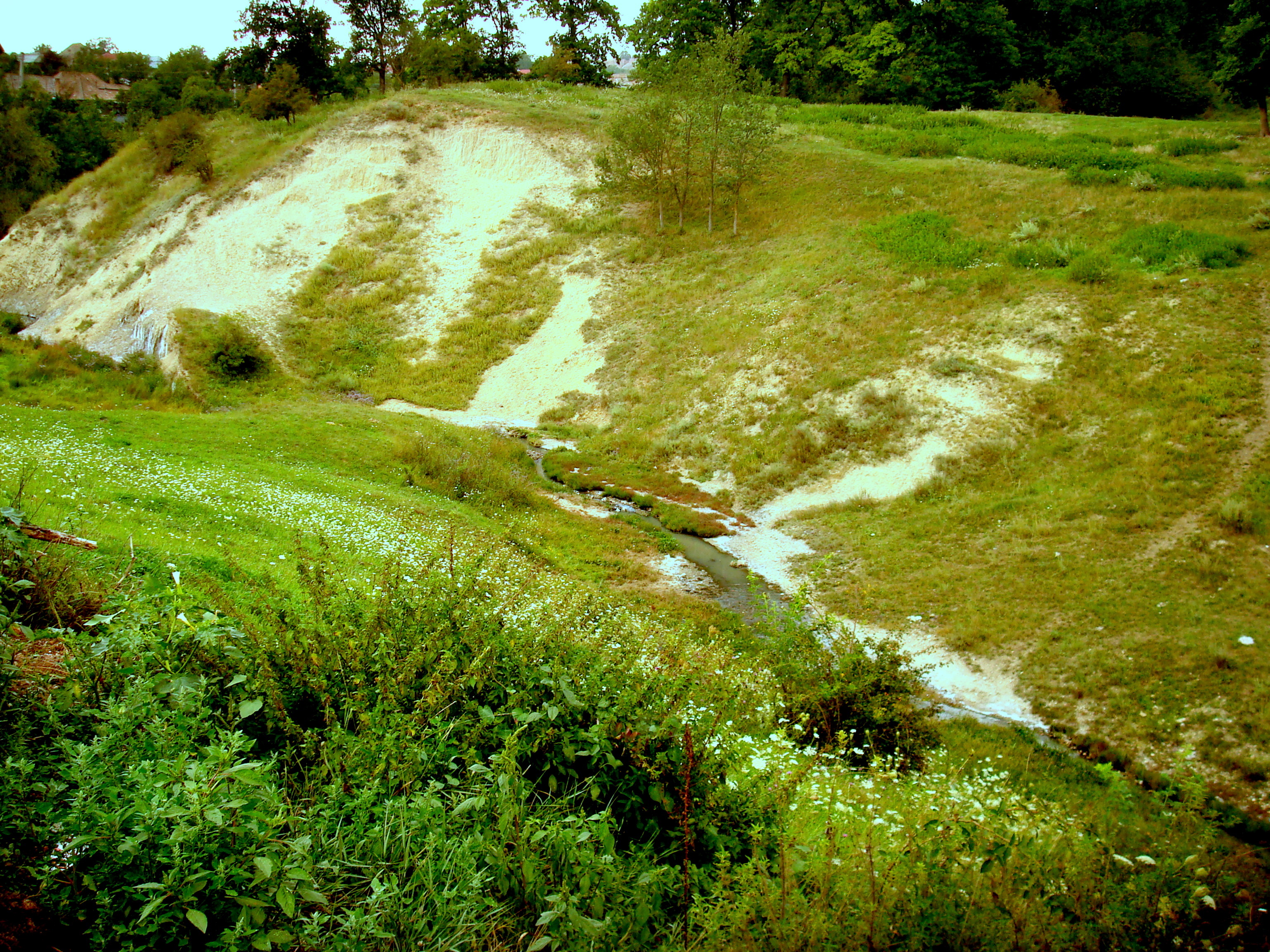
Pârâul Aluniș (Pârâul Mic Sărat) în zona defileului
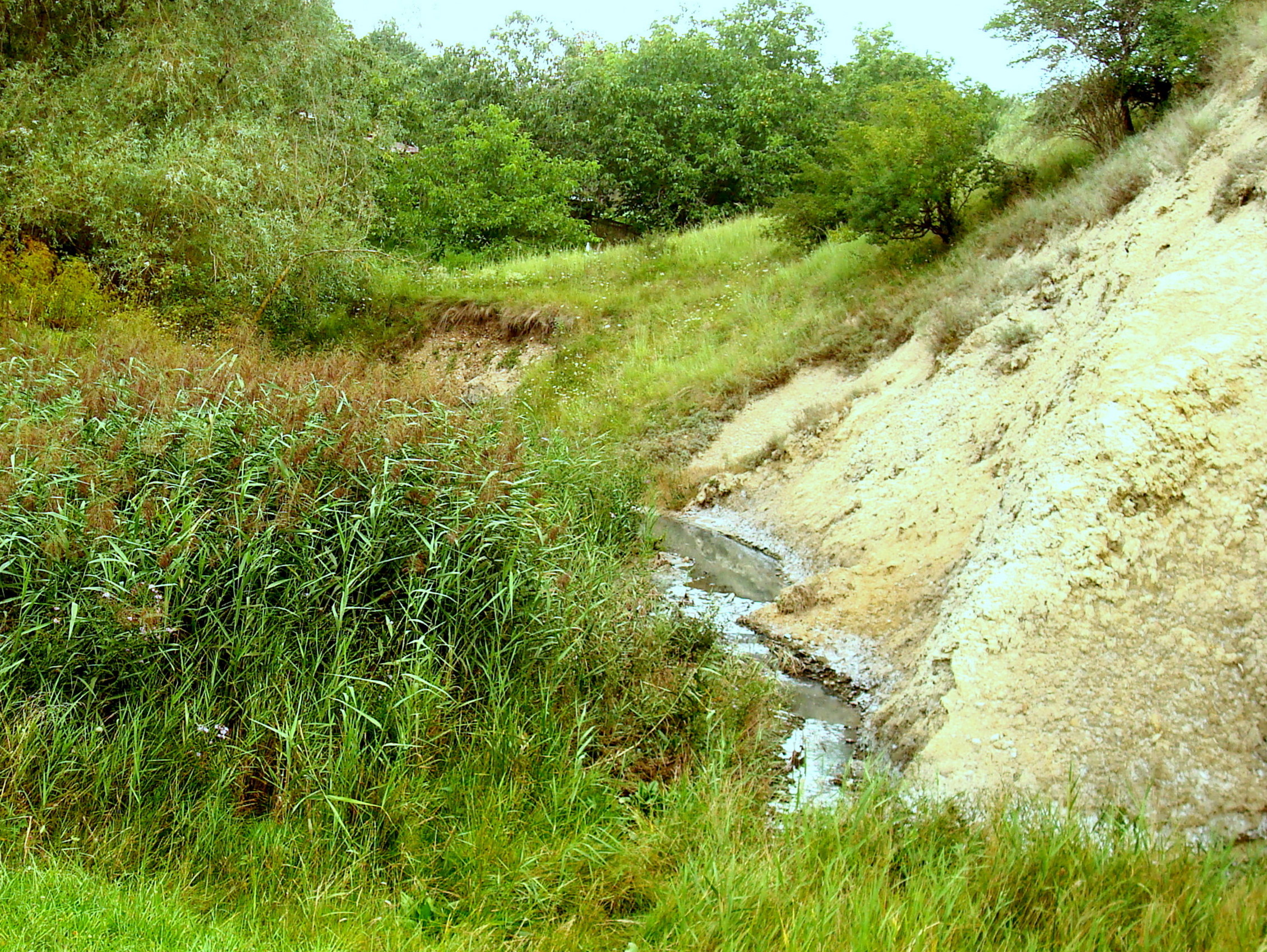
Pârâul Aluniș (Pârâul Mic Sărat) după ieșirea din defileu
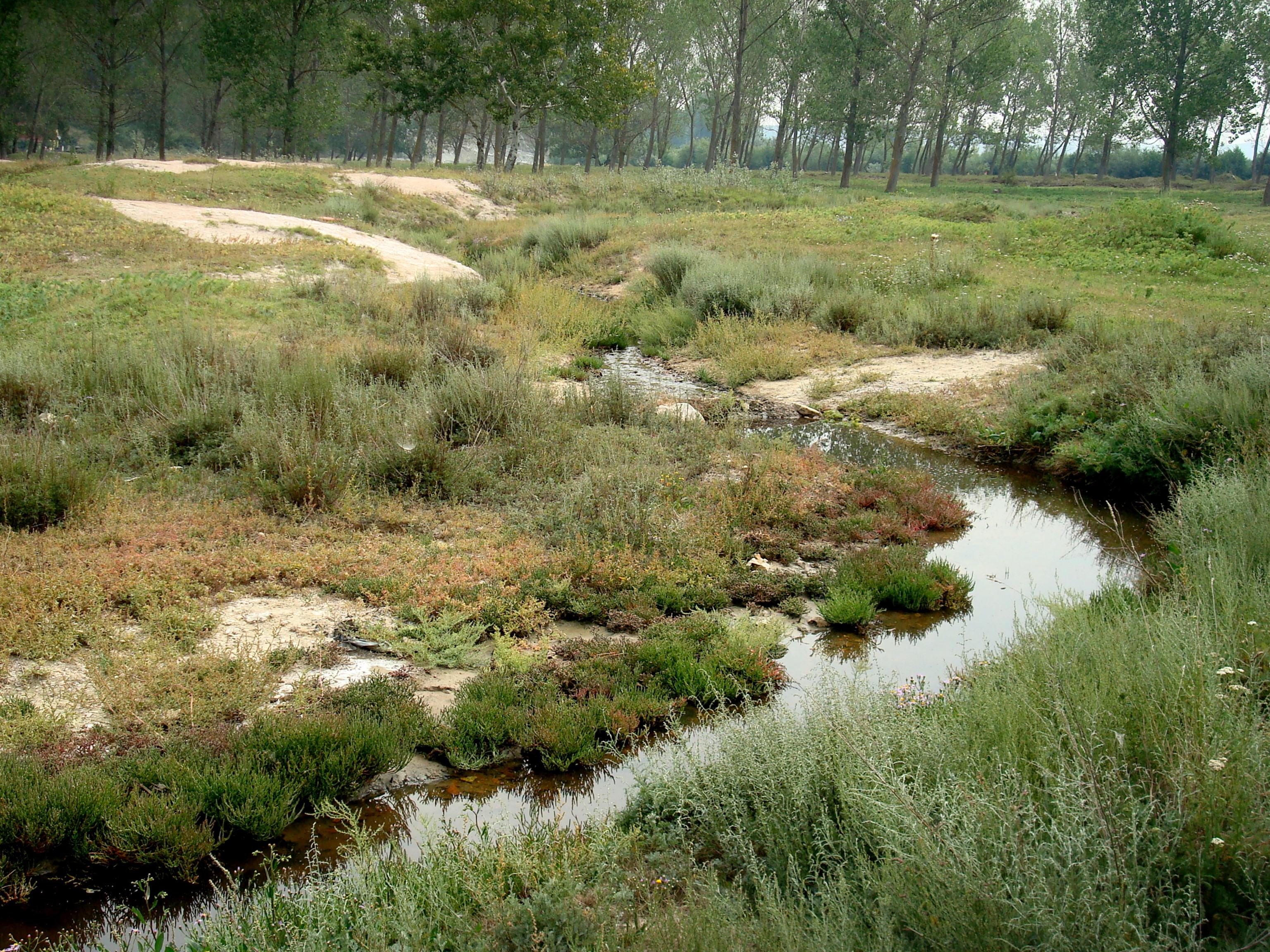
Pârâul Aluniș (Pârâul Mic Sărat) după ieșirea din defileu
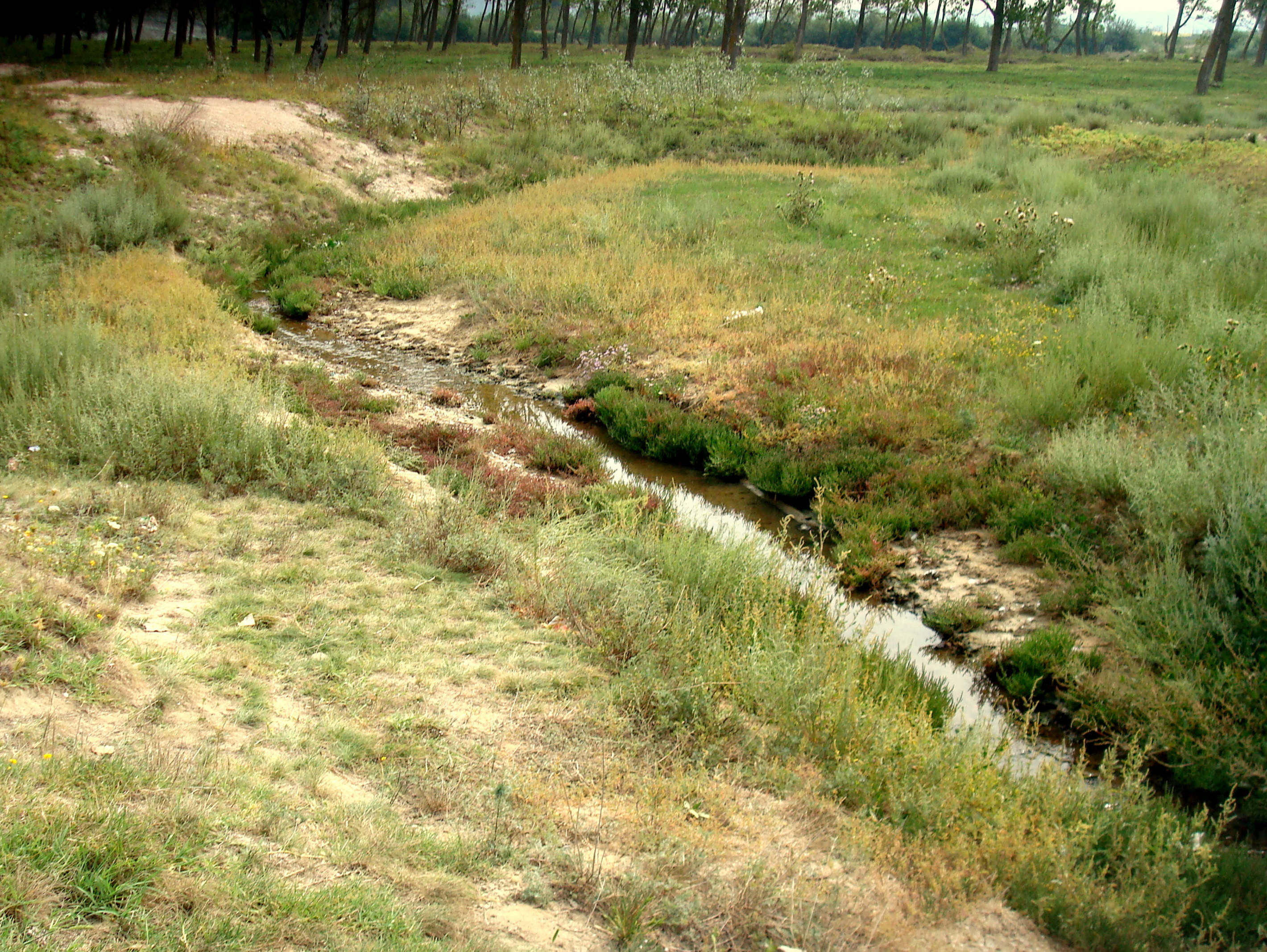
Pârâul Aluniș (Pârâul Mic Sărat) după ieșirea din defileu
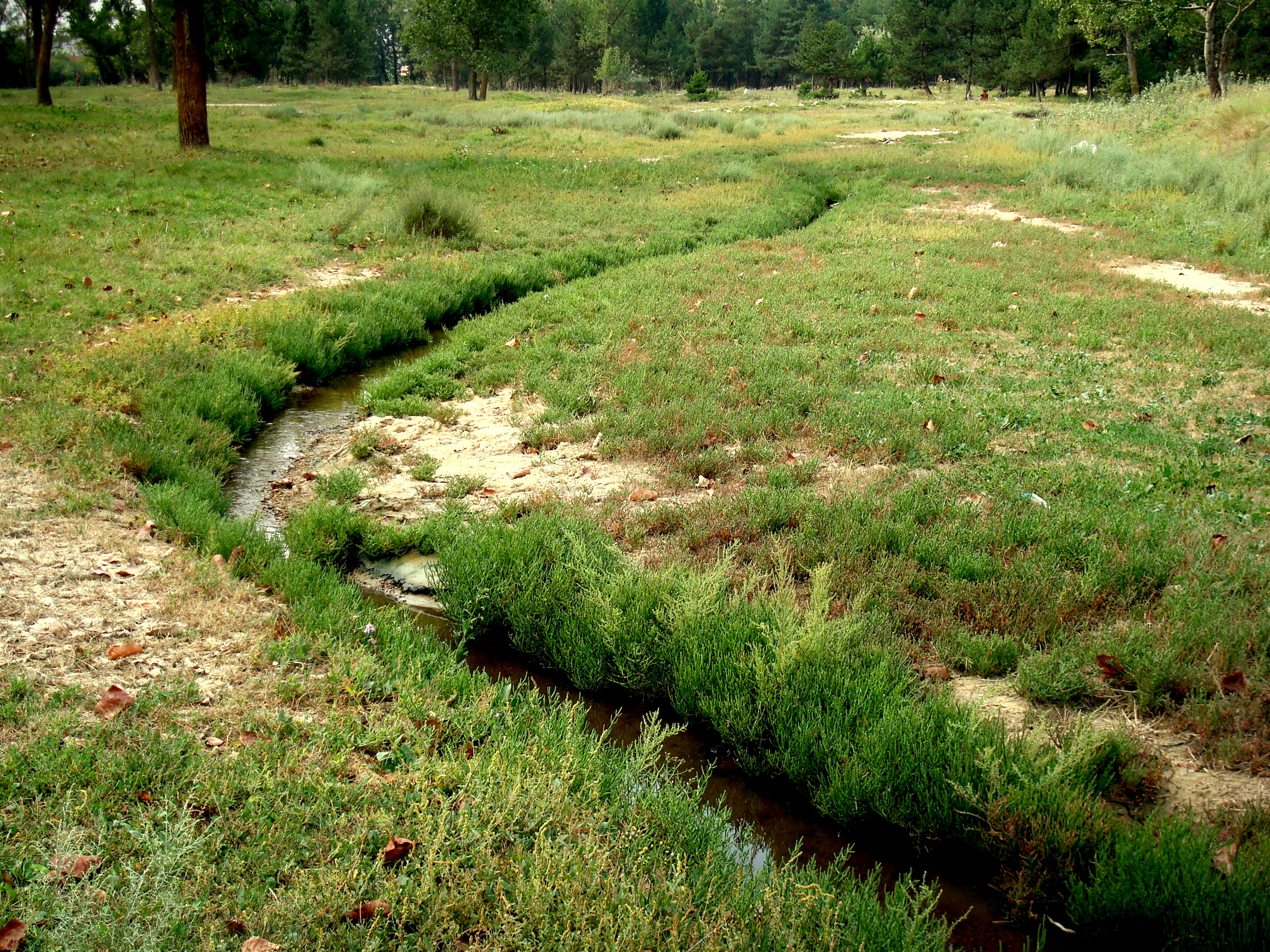
Pârâul Aluniș (Pârâul Mic Sărat) aproape de vărsarea în râul Arieș
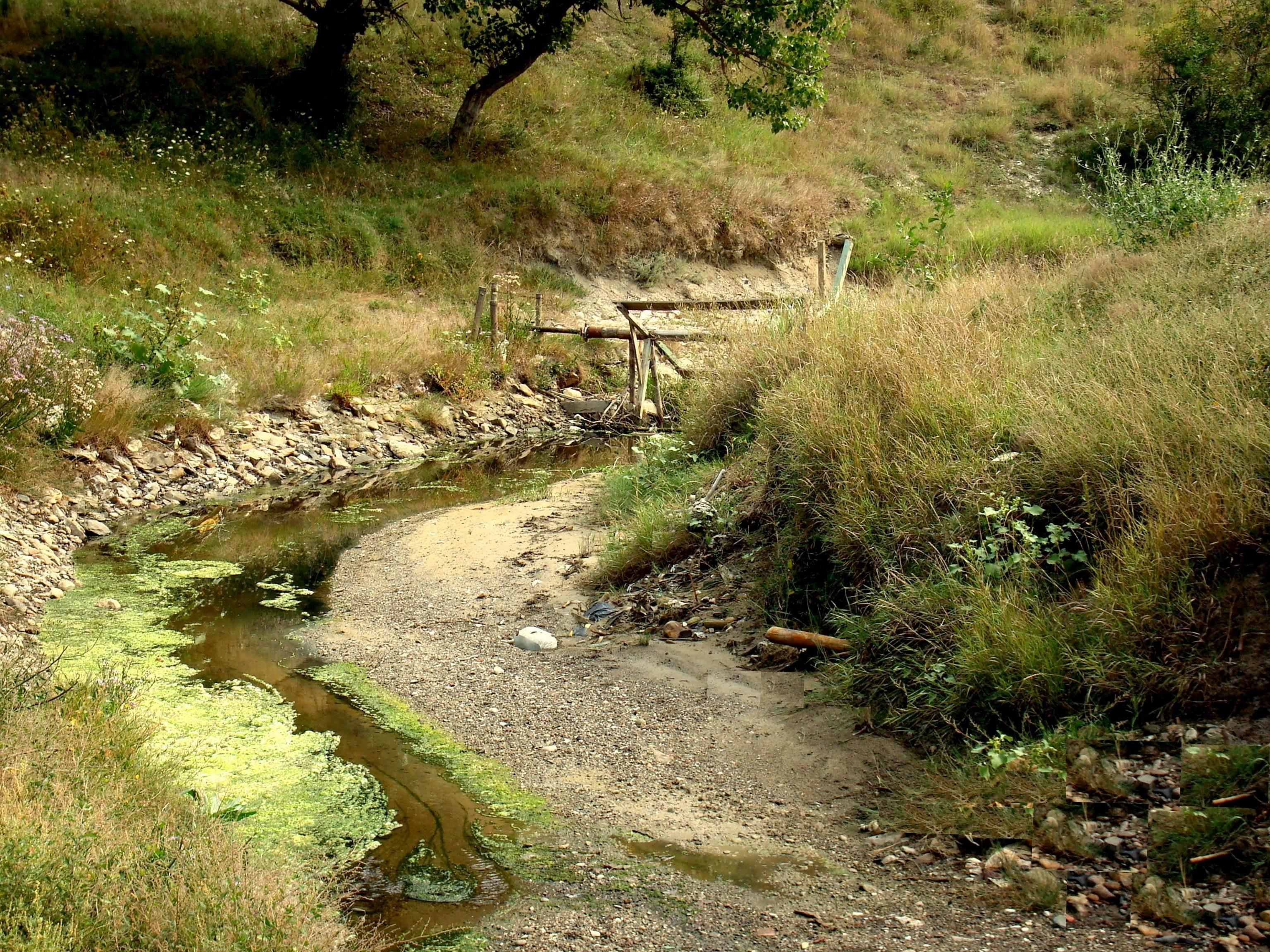
Pârâul Aluniș (Pârâul Mic Sărat) la vărsarea în râul Arieș
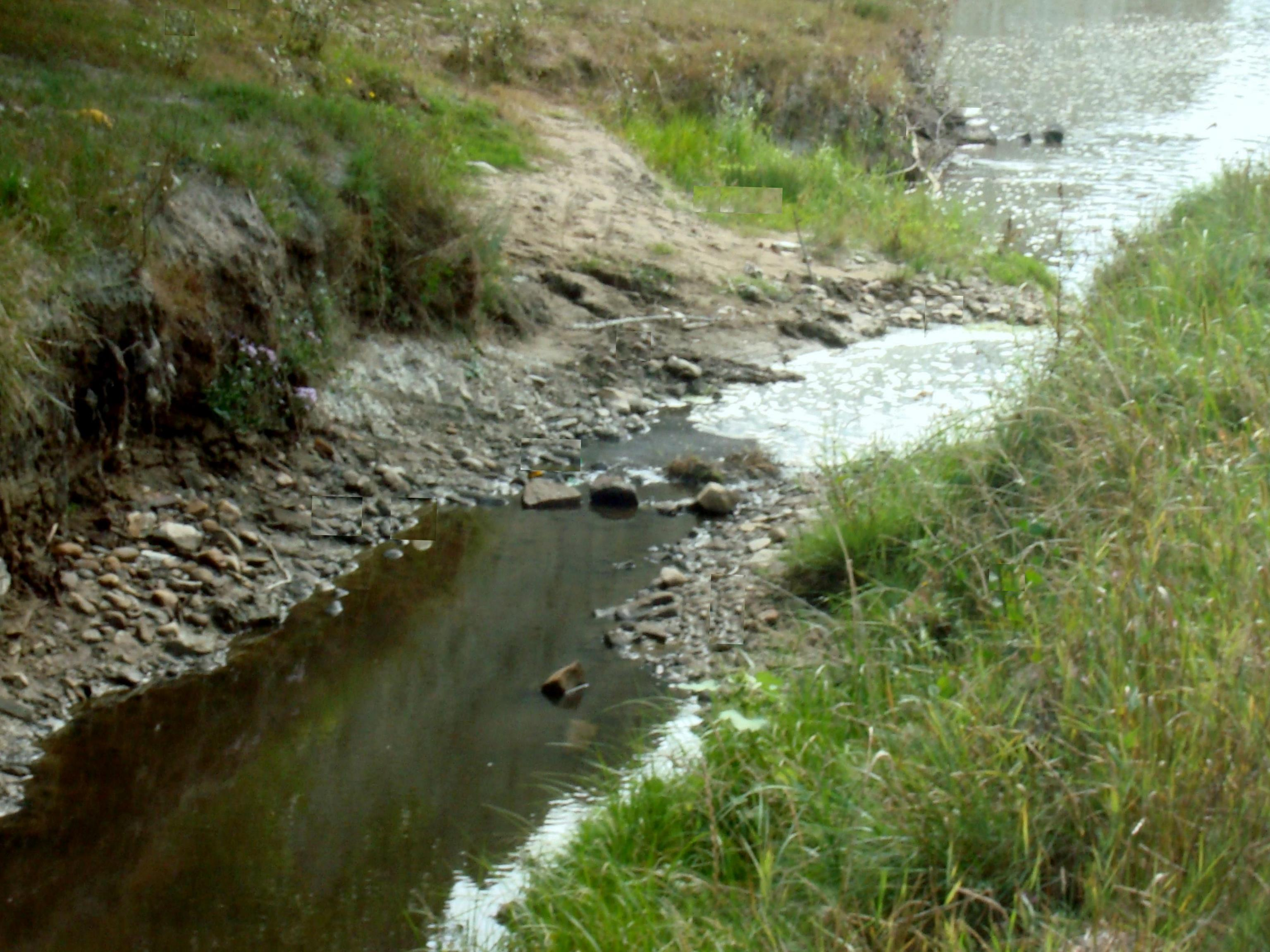
Strat înclinat de tuf vulcanic neogen la vărsarea pârâului Aluniș în râul Arieș. Formează un prag in Aries.
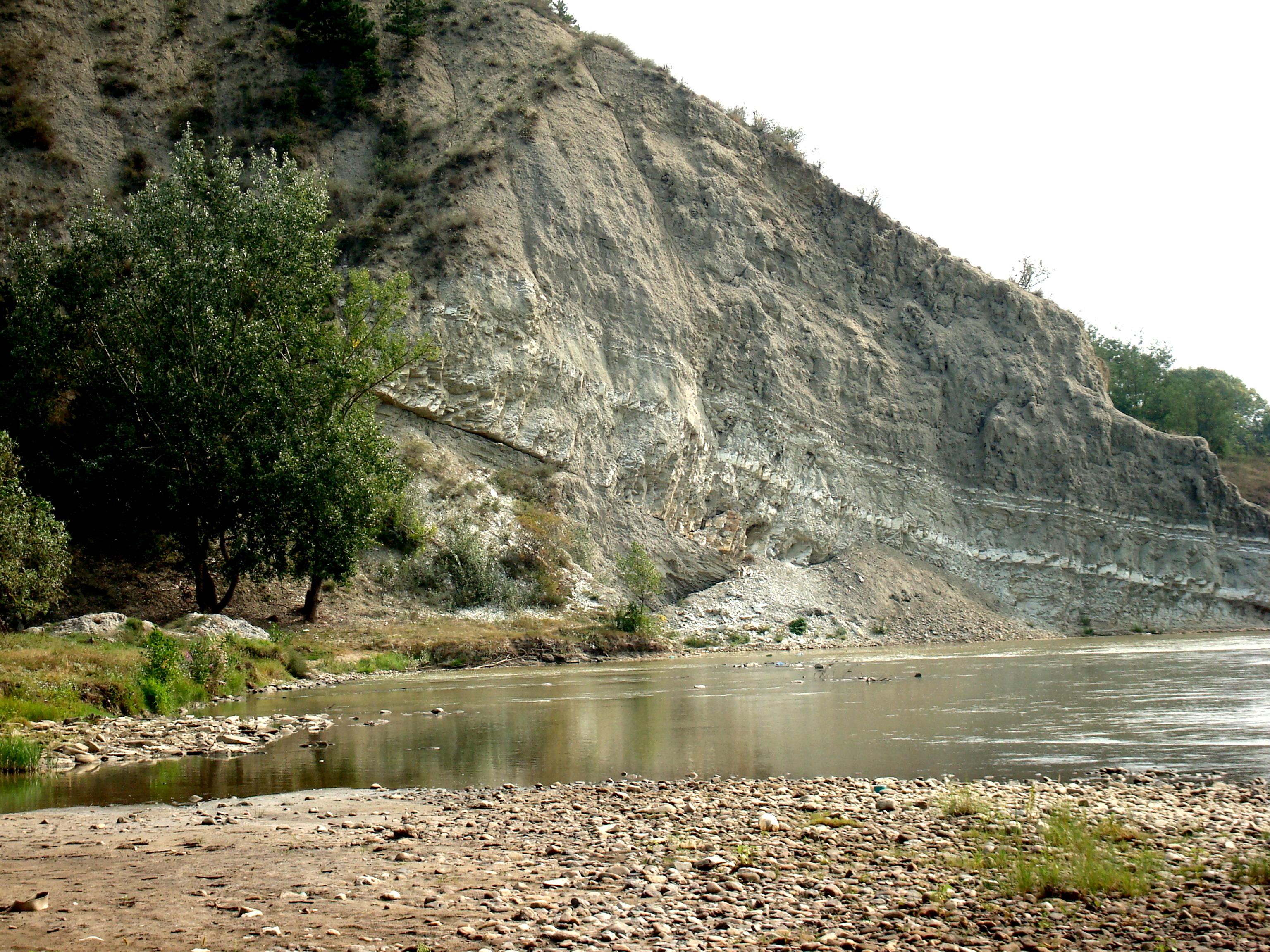
Strat înclinat de tuf vulcanic neogen la „Gâtul Poienii” din Turda, la vărsarea pârâului Aluniș în râul Arieș. Cauzează pragul din Arieș.
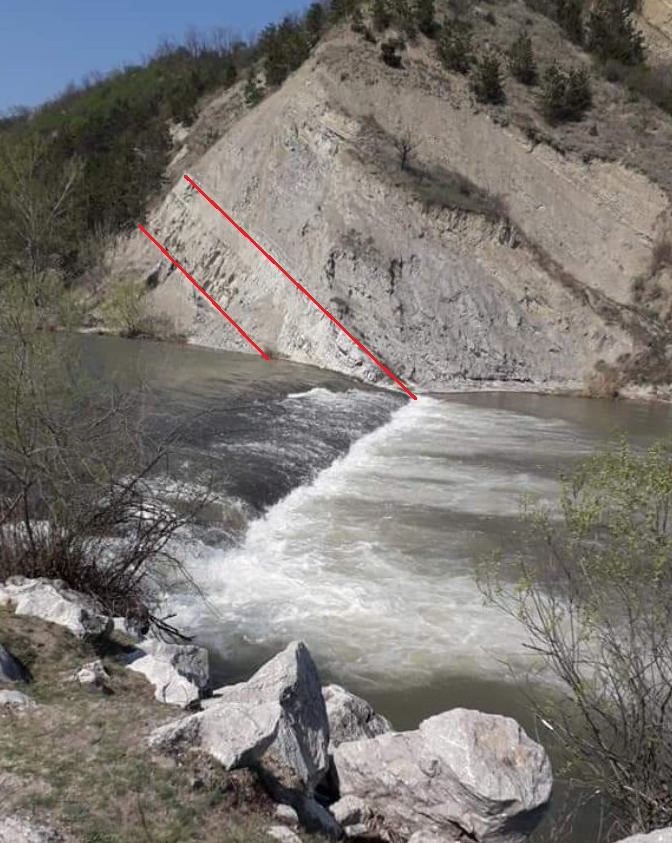
Strat înclinat de tuf vulcanic neogen la „Gâtul Poienii” din Turda, la vărsarea pârâului Aluniș în râul Arieș. Cauzează pragul din Arieș.